# Wynton Marsalis
Wynton Learson Marsalis (New Orleans, 18 ottobre 1961) è un trombettista e compositore statunitense.

## Biografia

### Formazione
Wynton Marsalis è il secondogenito di sei fratelli, quasi tutti impegnati nel mondo della musica: figlio di Dolores e di Ellis, pianista ed educatore musicale, suo fratello maggiore è il sassofonista Branford, tra i minori vi sono Delfeayo, trombonista ma meglio conosciuto come produttore musicale, e Jason, batterista.
A sei anni Wynton ricevette in dono la prima tromba dalle mani di Al Hirt, ma non ne venne attratto subito: durante l'infanzia preferiva ascoltare musica piuttosto che eseguirla, i suoi idoli erano Stevie Wonder, James Brown, Marvin Gaye e molti altri esponenti del funk e del pop che più tardi cominciò a contestare.
Il primo approccio serio alla musica risale all'adolescenza: verso i tredici anni scoprì la musica classica attraverso le esecuzioni di Maurice André e, in seguito, il jazz. A quattordici anni vinse un premio cittadino con l'esecuzione del Concerto per tromba in mi bemolle maggiore di Haydn e, due anni dopo, con il Secondo concerto brandeburghese di Bach.
«Ho studiato la musica classica», dichiarò Wynton in occasione del suo debutto discografico da solista, «perché molti musicisti di colore avevano paura di questo enorme mostro. Io volevo capire che cosa spaventava tutti, ma quello che ho trovato era solo un altro tipo di musica» Seguirono anni di studio e, nel 1979, il trasferimento a New York per frequentare la prestigiosa Juilliard School of Music. La selezione all'interno della scuola fu molto dura, ma il giovane rivelò presto le sue qualità: appena un anno dopo si sottopose ad un'audizione, grazie alla quale Art Blakey lo reclutò nei Jazz Messengers.

### Gli esordi
Nel 1981 fu chiamato dal pianista Herbie Hancock, che lo portò in tournée con il suo quartetto. Nel 1982 firmò un contratto con la Columbia Records e pubblicò il suo primo disco con il suo nome. Dal 1982 al 1985, Winton suonò in quintetto insieme al fratello Branford, al pianista Kenny Kirkland, al bassista Charnett Moffett e al batterista Jeff "Tain" Watts. Mentre con i Messengers i suoi punti di riferimento erano Clifford Brown e Freddie Hubbard, ora il suo stile si collocava sulla scia del Miles Davis degli anni sessanta. La scelta controcorrente di suonare jazz acustico fu per il giovane musicista una risposta polemica a quella che egli considerava una pericolosa deriva dalla tradizione musicale. Questa svolta stilistica gli fruttò un successo inaudito: a ventidue anni veniva già considerato il jazzista più famoso del momento. Ricevette numerosi premi tra cui il Grammy Award come miglior trombettista jazz e di classica e si piazzò al primo posto nella classifica della rivista jazz "Down beat".

### Le polemiche
Wynton Marsalis divenne così il capofila degli young lions, una corrente di musicisti che tra gli anni ottanta e i novanta riportarono al centro dell'attenzione l'eredità jazzistica dell'hard bop. Rilasciò numerose interviste critiche nei confronti del free jazz e del jazz elettrico, che considerava pericolose eresie, del rock e del pop che definì "volgari" rinnegando gli idoli della sua adolescenza, e non mancò di scatenare una polemica contro lo stesso Miles Davis, che accusava di aver tradito il jazz e la sua anima acustica per solo scopo di lucro, sfruttando i gusti del pubblico meno raffinato. Naturalmente queste affermazioni provocarono l'ostilità di numerosi colleghi (Davis innanzitutto, ma anche Chet Baker ad esempio), che etichettarono la sua musica come cerebrale, priva di pathos e senza cuore.
Dietro le sue implacabili critiche e i suoi giudizi taglienti, in difesa di ciò che considerava la legittima eredità del jazz, vi era Stanley Crouch, critico musicale e abile polemista, una specie di eminenza grigia che gli ha fatto da portavoce per un lungo periodo e che ha scritto, tra l'altro, le note di copertina di moltissimi suoi dischi.
Di questo periodo è una serie di album come Think of One, Black Codes (From the Underground) e J Mood. Questi lavori, che contengono assoli studiatissimi, sono suonati impeccabilmente e senza sbavature: i critici e i colleghi li definirono come una serie di brillanti esecuzioni, ricche di idee e di spunti, ma prive di qualsiasi impegno emotivo. Marsalis fu accusato di voler cristallizzare il jazz, musica dinamica per definizione, in uno schema immutabile, ma oggi quegli album sono stati rivalutati e considerati fra i migliori album jazz del periodo.

### Il nuovo gruppo
Nel 1985, dopo cinque album, si sciolse il quintetto. Branford aveva deciso di andare a suonare con Sting portando con sé anche Kenny Kirkland: insieme collaborarono alla realizzazione di The Dream of the Blue Turtles, primo lavoro di Sting dopo lo scioglimento dei Police. Wynton, dapprima disorientato dalla scelta di suo fratello (ci fu anche una temporanea rottura fra i due), in poco tempo formò un nuovo gruppo composto da sette musicisti: sempre con Watts alla batteria, si aggiunsero Marcus Roberts al piano, Wycliffe Gordon al trombone, Wes Anderson e Todd Williams al sassofono e Robert Hurst al basso. Terminata la fase musicale di derivazione davisiana, il nuovo gruppo esplorava altri territori musicali, vicini a quelli di Duke Ellington e di Louis Armstrong. In album come Tune in Tomorrow (1990) e Blue Interlude (1992) si percepiscono addirittura reminiscenze swing e dixieland.
Sempre nel 1985 prese parte al primo concerto rock televisivo contemporaneo "Live Aid" allo Stadio di Wembley a Londra, con Sting, Phil Collins, gli Style Council e gli Status Quo, e a Filadelfia con Eric Clapton e i Led Zeppelin.
Nel 1992 Marsalis passò a dirigere il Lincoln Center di New York, portando con sé alcuni musicisti del settetto. Sotto la sua direzione artistica il centro divenne uno dei punti nevralgici della vita culturale newyorchese e il jazz divenne un'istituzione, ma anche qui l'incondizionata difesa dell'eredità del passato e l'assoluta chiusura nei confronti di qualsiasi tipo di avanguardia jazzistica contribuì ad alimentare le polemiche e ad accrescere la sua immagine di accademico serioso, ingombrante e saccente.

### I lavori più ambiziosi
Negli anni novanta il suo interesse stilistico cominciò a spostarsi dalla song e dallo standard musicale a composizioni più articolate ed estese, sul tipo della suite. Vennero così realizzati album come In This House, on This Morning (1992), composto sulla falsariga di una celebrazione religiosa di una chiesa nera, o Blood on the Fields (1997), un'ambiziosa composizione di lunga durata (incisa su 3 CD) che trae ispirazione dal lavoro degli afroamericani nei campi di cotone ai tempi della deportazione dall'Africa. Con questa opera Marsalis vinse il premio Pulitzer, fino ad allora mai concesso ad un musicista jazz.

### Altre attività
Parallelamente all'attività jazzistica, Marsalis ha continuato, per la Sony Classical, ad incidere come solista pezzi di musica classica per tromba collaborando con i più noti esecutori del mondo e spaziando dalla musica barocca alla musica contemporanea. Singolare è il primato conseguito nel 1994, anno in cui Wynton Marsalis ha vinto contemporaneamente un Grammy Award per la musica classica e per il jazz. Altro aspetto della sua attività è quello di "divulgatore" di cultura musicale attraverso seminari tenuti in tutto il mondo.
Nel 1999 ha tenuto un famoso set di concerti al Village Vanguard, jazz club di New York, che è stato riportato in un cofanetto di sette cd. Nel 2001 è stato nominato da Kofi Annan "messaggero di pace" alle Nazioni Unite.
Nel 2004 Marsalis ha chiuso il contratto con la Columbia ed è passato alla Blue Note. La prima realizzazione sotto questa etichetta ha per titolo The Magic Hour e segna il ritorno alle piccole formazioni e alle composizioni di breve respiro.
Nel 2005 ha scritto le musiche per la colonna sonora del documentario dedicato al grande pugile afroamericano Jack Johnson. Prima di lui un altro grande trombettista, Miles Davis, aveva dedicato un disco al mitico pugile.
Nel 2011 Marsalis assieme ai membri dell'orchestra del Lincoln Center ha avviato un corso di musica jazz a Cuba offrendo la possibilità di riparare gli strumenti musicali. L'idea è quella di unire i popoli divisi da un embargo attraverso la musica.
Il 9 aprile 2011 registra al Lincoln Center con Eric Clapton il cd Wynton Marsalis and Eric Clapton Play the Blues - Live from Jazz at Lincoln Center.

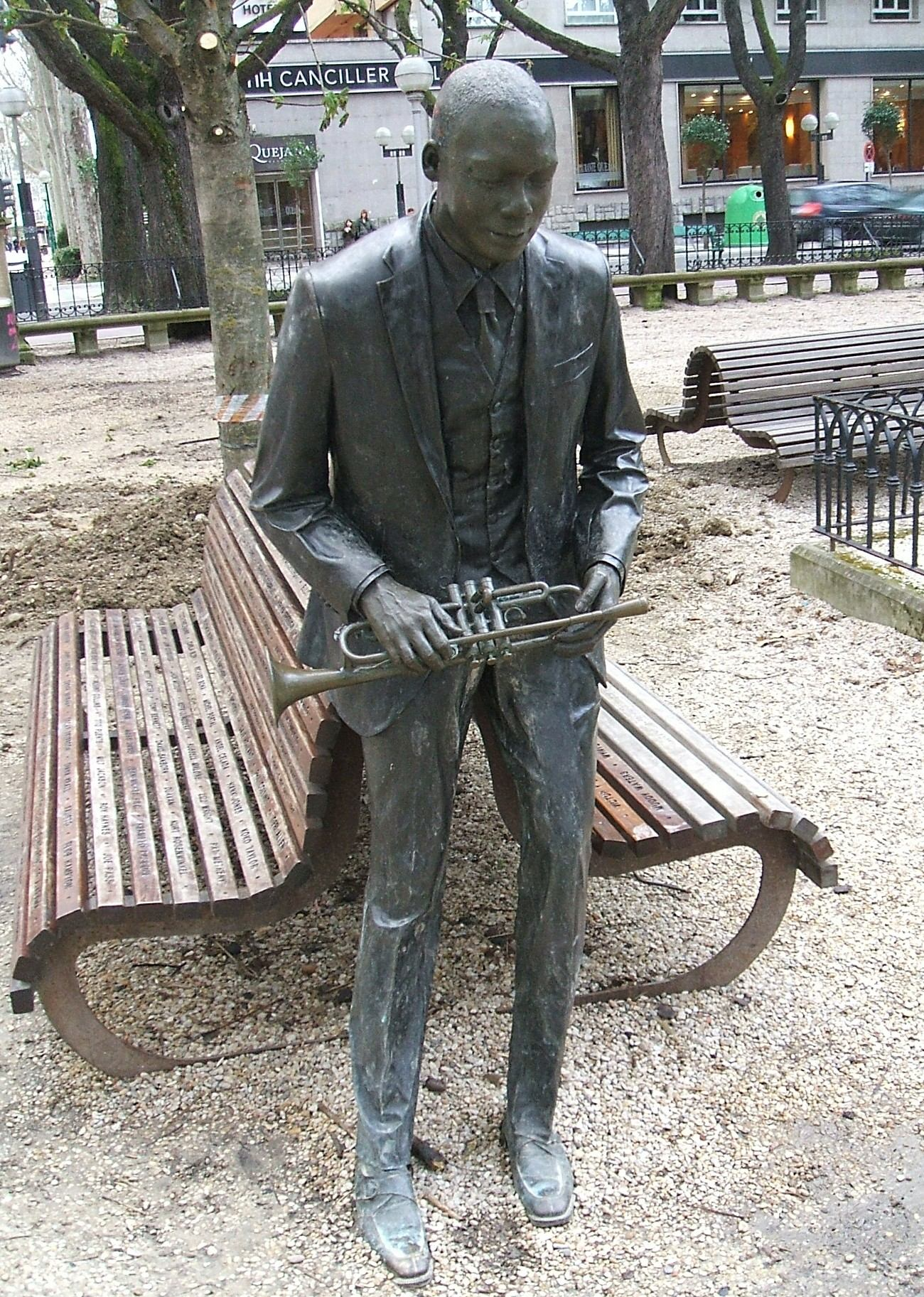
Statua in bronzo dedicata a Wynton Marsalis presso Vitoria-Gasteiz, in Spagna.

## Discografia
- 1980 - Live At Bubba's Jazz Restaurant Vol. 1 & Vol. 2 (registrato dal vivo a Fort Lauderdale l'11 ottobre 1980 con Art Blakey and the Jazz Messengers)
- 1982 - Quartet (registrato a Tokio il 25 luglio 1981 con Herbie Hancock)
- 1982 - Wynton Marsalis, Sony CK 37574
- 1983 - Haydn, Hummel, L. Mozart: Trumpet Concertos, National Philharmonic Orchestra, Wynton Marsalis & Raymond Leppard - Sony Miglior interpretazione solista di musica classica con orchestra (Grammy) 1984
- 1983 - Think of One CK 38641 CBS/Sony - Grammy Award for Best Improvised Jazz Solo 1984
- 1984 - Haydn: Three Favorite Concertos (con Yo-Yo Ma e Cho-Liang Lin)
- 1984 - Wynton Marsalis Plays Händel, Purcell, Torelli, Fasch, Molter, Edita Gruberova, Raymond Leppard/English Chamber Orchestra, CBS Masterworks - Miglior interpretazione solista di musica classica con orchestra (Grammy) 1985
- 1984 - Hot House Flowers CK 39530 Sony - Grammy Award for Best Improvised Jazz Solo 1985
- 1985 - Black Codes (From the Underground) CK 40009 Sony - Grammy Award for Best Jazz Instrumental Album e Grammy Award for Best Improvised Jazz Solo 1986
- 1986 - Tomasi: Trumpet Concerto / Jolivet: Trumpet Concerto & Concertino con Philharmonia Orchestra e Esa-Pekka Salonen
- 1986 - J Mood CK 40308 CBS/Sony - Grammy Award for Best Jazz Instrumental Album 1987
- 1987 - Marsalis Standard Time, Vol. 1, Wynton Marsalis CBS/Sony 451039 2 - Grammy Award for Best Jazz Instrumental Album 1988
- 1987 - Carnaval, Wynton Marsalis/Eastman Wind Ensemble/Donald Hunsberger, SONY BMG/CBS
- 1988 - Baroque Music for Trumpets, English Chamber Orchestra/Wynton Marsalis/Raymond Leppard, Sony
- 1988 - The Wynton Marsalis Quartet Live at Blues Alley (doppio CD registrato dal vivo nel dic. 1986), SONY BMG CK 40675
- 1988 - Portrait of Wynton Marsalis, 1983/1988 SONY BMG
- 1989 - The Majesty of the Blues (con un sermone recitato dal rev. Jeremiah Wright, Jr) CBS 465129 2
- 1989 - Crescent City Christmas Card CK 45287
- 1989 - Best of Wynton Marsalis
- 1990 - Tune in Tomorrow (colonna sonora), SONY BMG
- 1990 - Standard Time, Vol. 3: The Resolution of Romance, SONY BMG/CBS 466871 2
- 1991 - Standard Time, Vol. 2: Intimacy Calling CBS 468273 2
- 1991 - Thick in the South - Soul Gestures in Southern Blue, Vol. 1, Sony CK 47977
- 1991 - Uptown Ruler - Soul Gestures in Southern Blue, Vol. 2 - SONY BMG CK 47976
- 1991 - Levee Low Moan - Soul Gestures in Southern Blue, Vol. 3, Sony CK 47975
- 1992 - Concert for Planet Earth
- 1992 - Baroque Duet (colonna sonora), Kathleen Battle/Wynton Marsalis/Orchestra of St. Luke's/John Nelson, SONY BMG
- 1992 - Blue Interlude CBS 48729
- 1992 -  Citi Movement (Griot New York) C2K 53324 (doppio CD)
- 1993 - On the Twentieth Century…: Hindemith, Poulenc, Bernstein, Ravel, Wynton Marsalis & Judith Lynn Stillman - SONY BMG
- 1993 - Resolution Swing Columbia Sony 01 473929 10
- 1994 - Greatest Hits: Handel
- 1994 - In This House, on This Morning C2K 53220 (doppio CD)
- 1995 - Joe Cool's Blues con Ellis Marsalis, SONY BMG CK 66880
- 1995 - Marsalis on Music – Listening for Clues: Marsalis on Form
- 1995 - Marsalis on Music – Why Toes Tap: Marsalis on Rhythm
- 1995 - Sousa to Satchmo: Marsalis on the Jazz Band
- 1995 - Greatest Hits: Baroque
- 1996 - In Gabriel's Garden, Wynton Marsalis/Anthony Newman/English Chamber Orchestra, SONY BMG
- 1997 - Blood on the Fields, The Lincoln Center Jazz Orchestra & Wynton Marsalis - Sony C3K 57694 (triplo CD)
- 1997 - Jump Start and Jazz, SONY BMG
- 1997 - Liberty!
- 1998 - Standard Time, Vol. 5 - The Midnight Blues, Sony CK 68921
- 1998 - Classic Wynton, SONY BMG
- 1999 - Standard Time, Vol. 4 - Marsalis Plays Monk, Sony CK 67503
- 1999 - At the Octoroon Balls - String Quartet No. 1; A Fiddler's Tale Suite, Chamber Music Society of Lincoln Center/Wynton Marsalis/Orion String Quartet, SONY BMG
- 1999 - Big Train, Sony
- 1999 - Reeltime, SONY BMG
- 1999 - Listen To The StoryTeller: A Trio Of Musical Tales From Around The World, Wynton Marsalis, Edgar Meyer, Patrick Doyle - Sony - Grammy Award for Best Spoken Word Album for Children 2000
- 1999 - Live at the Village Vanguard CK 69876 (cofanetto di 8 CD)
- 1999 - Sweet Release and Ghost Story: Two More Ballets by Wynton Marsalis, SONY BMG
- 1999 - Los Elefantes (con Arturo Sandoval)
- 1999 - Mr. Jelly Lord - Standard Time, Vol. 6, Sony CK 69872
- 1999 - Live In Swing City - Swingin' With Duke, con Lincoln Center Jazz Orchestra - Sony
- 2000 - The London Concert
- 2000 - The Marciac Suite, Wynton Marsalis Septet - Sony CK 69877
- 2001 - Classical Hits
- 2001 - Popular Songs: The Best of Wynton Marsalis COL 502238 2
- 2002 - Trumpet Concertos
- 2002 - All Rise - Wynton Marsalis/Lincoln Center Jazz Orchestra/Los Angeles Philharmonic Orchestra/Esa-Pekka Salonen, SONY BMG
- 2003 - Mark O'Connor's Hot Swing Trio: In Full Swing
- 2004 - The London Concert (Expanded Edition), Wynton Marsalis/English Chamber Orchestra/Raymond Leppard/Anthony Newman, SONY BMG/CBS
- 2004 - The Magic Hour
- 2005 - Unforgivable Blackness - The Rise and Fall of Jack Johnson (colonna sonora) - Blue Note/Sony BMG
- 2005 - Live at the House of Tribes, Blue Note
- 2005 - Don't Be Afraid ... The Music of Charles Mingus
- 2007 - From the Plantation to the Penitentiary, Blue Note
- 2007 - The Essential Wynton Marsalis, 1983/2003 Sony
- 2008 - Two Men with the Blues (con Willie Nelson), Blue Note - 1ª posizione nella Jazz Albums
- 2008 - Standards & Ballads, SONY BMG
- 2009 - He and She, Blue Note
- 2009 - Christmas Jazz Jam, Somerset
- 2010 - From Billie Holiday to Edith Piaf: Live in Marciac
- 2010 - Vitoria suite, 2010 EmArcy
- 2011 - Here We Go Again: Celebrating the Genius of Ray Charles, Blue Note - 2ª posizione nella Jazz Albums
- 2011 - Wynton Marsalis and Eric Clapton Play the Blues - Live from Jazz at Lincoln Center, Reprise Records/Warner - 9ª posizione in Portogallo
- 2011 - Swingin' Into the 21st, Wynton Marsalis - 1999/2002 Sony
- 2012 - The Music of America, Wynton Marsalis - 1989/2002 Sony
- 2013 - Original Album Classics, Sony
- 2013 - The Spiritual Side of Wynton Marsalis, Sony
- 2018 - Una Noche con Rubén Blades